# Hylémorphisme

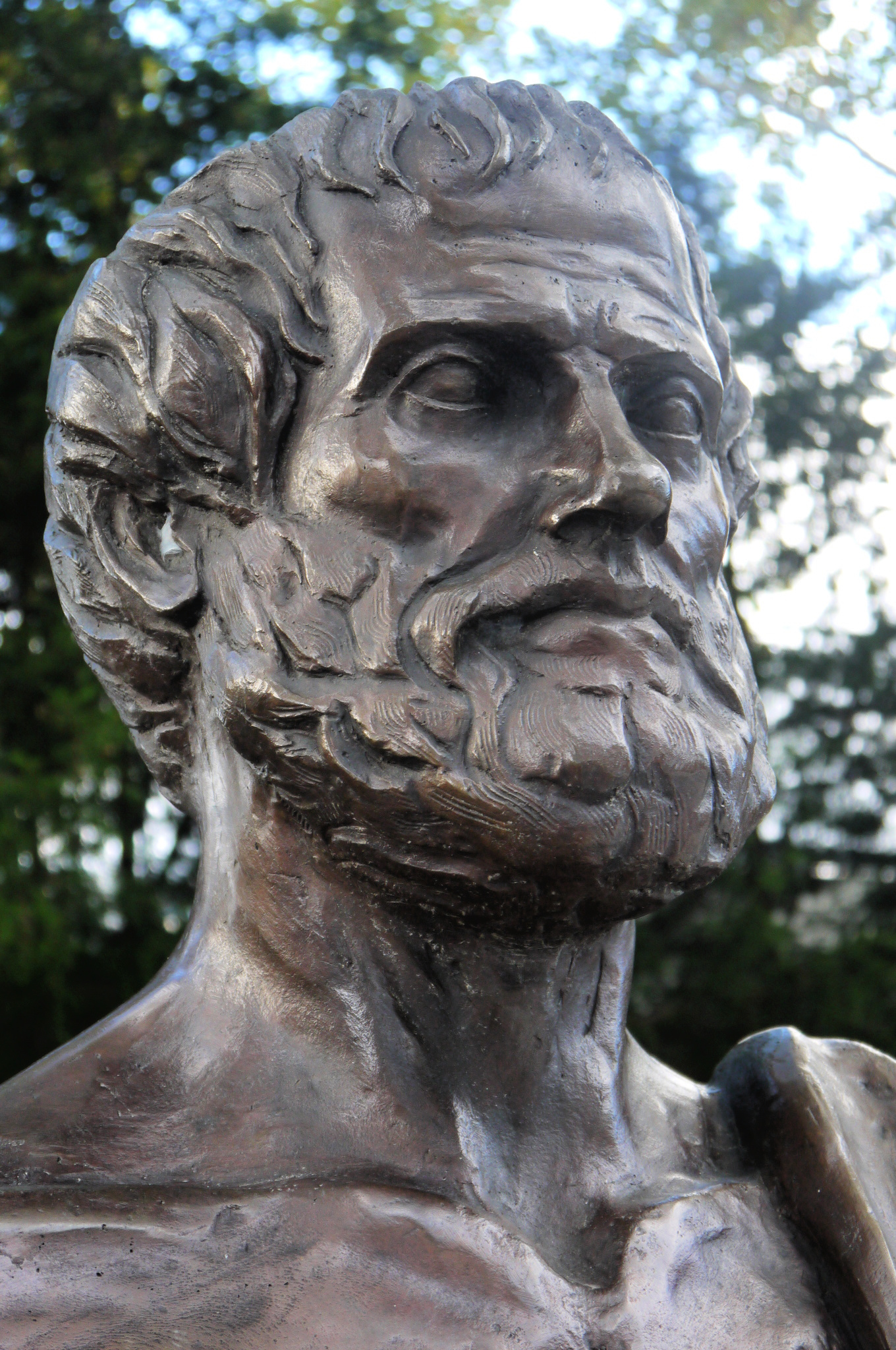
Buste en bronze d'Aristote sculpté par George V. Tsaras

L’hylémorphisme (du grec ancien hylè : matière et morphè : forme) est une théorie  métaphysique selon laquelle tout être (objet ou individu) est indissociablement composé d'une matière et d'une forme, qui composent la substance. Elle a été développée par Aristote.

## Concept
L'hylémorphisme est un concept de métaphysique au cœur du système de pensée d'Aristote. Cette théorie est exposée et appliquée aux êtres vivants et au composé humain dans le livre I du De Partibus Animalium et dans le De Anima. Le Stagirite soutient que l'objet est constitué de la rencontre entre la forme et la matière, qui reproduisent l'opposition fondamentale entre acte et puissance. La forme donne à l'objet sa quiddité, c'est-à-dire sa qualité essentielle, son être propre.
Aristote pense l'âme comme « la forme d'un corps naturel ayant la vie en puissance ». Le corps est formé par l'âme qui l'informe, et tant et aussi longtemps qu'elle l'informe. L'âme est le principe qui permet d'actualiser la vie que le corps a en puissance.
L'hylémorphisme ne conduit pas cependant à la croyance que tout de l'Homme, disparaît avec la mort du corps. Le noûs peut exister indépendamment de l'âme (et du corps).
Les philosophes scolastiques ont prolongé et défendu cette théorie.

## Débats et critiques
Le concept d'hylémorphisme s'oppose au dualisme de Platon et aux monismes présocratiques. Du fait que l'intellect (le noûs) peut être distinct de l'âme, l'aristotélisme reste dualiste, quoique différemment du platonisme : « Mais en ce qui touche l’intellect et la faculté théorétique, rien n’est encore   ; pourtant il semble bien que ce soit là un genre de l’âme tout différent, et que seul il puisse être séparé du corps, comme l’éternel, du corruptible. »,.

## Citations relatives à l'hylémorphisme
« L'âme n'est donc pas séparable du corps, tout au moins certaines parties de l'âme [...]. Cependant rien n'empêche que certaines autres parties, du moins, ne soient séparables, en raison de ce qu'elles ne sont les entéléchies d'aucun corps. »

— Aristote, De l'âme, II, 1, 413 a 5.

« D'un être — ou objet — on distingue classiquement son existence, son Dasein, le fait que l'être occupe une certaine portion d'espace-temps, et son essence, c'est-à-dire la totalité de ses aspects, de ses qualités. L'attitude matérialiste, traditionnelle en Science, consiste à dire que l'existence précède l'essence (en fait, l'existence implique l'essence) ; le modèle de la théorie des catastrophes en Morphogénèse va à l'encontre de cet axiome, car il présuppose que, dans une certaine mesure, l'existence est déterminée par l'essence, l'ensemble des qualités de l'être. On peut y voir une résurgence du schème aristotélicien de l'hylémorphisme : la matière aspirant à la forme. »René Thom, "Modèles mathématiques de la morphogenèse"

— René Thom (1980)